# Davis Cup 2025 – 1. světová skupina
1. světová skupina Davis Cupu 2025 zahrnuje třináct mezistátních tenisových zápasů hraných mezi 12. a 14. zářím 2025.  V rámci mužské týmové soutěže – Davis Cupu 2025, do první světové skupiny nastoupí dvacet šest družstev rozdělených do třinácti dvojic. Dvoudenní vzájemná mezistátní utkání se konají ve formátu domácího a hostujícího týmu do tři vítězných bodů, se čtyřmi dvouhrami a čtyřhrou jako v pořadí třetím utkáním.
Třináct vítězů postoupí do 1. kvalifikačního kola 2026 a na všechny poražené čeká účast v baráži 1. světové skupiny 2026.

## Přehled
Účast v 1. světové skupiny si zajistilo dvacet šest týmů:
- 13 poražených týmů z 1. kvalifikačního kola hraného na přelomu ledna a února 2025
- 13 vítězných týmů z baráže 1. světové skupiny hrané na přelomu ledna a února 2025

| Nasazené týmy 1. Kanada (6. ITF) 2. Finsko (14.) 3. Srbsko (15.) 4. Velká Británie (16.) 5. Chile (17.) 6. Brazílie (19.) 7. Slovensko (21.) 8. Jižní Korea (23.) 9. Švýcarsko (24.) 10. Švédsko (25.) 11. Portugalsko (26.) 12. Tchaj-wan (27.) 13. Bosna a Hercegovina (28.) | Nenasazené týmy - Kazachstán (29.) - Izrael (30.) - Peru (31.) - Norsko (32.) - Turecko (33.) - Polsko (34.) - Kolumbie (35.) - Bulharsko (36.) - Indie (37.) - Ekvádor (38.) - Řecko (38.) - Lucembursko (41.) - Tunisko (47.) |

Žebříček ITF k 3. únoru 2025.
| 1. světová skupina: 12.–13. a 13.–14. září 2025 | 1. světová skupina: 12.–13. a 13.–14. září 2025 | 1. světová skupina: 12.–13. a 13.–14. září 2025 | 1. světová skupina: 12.–13. a 13.–14. září 2025 | 1. světová skupina: 12.–13. a 13.–14. září 2025 | 1. světová skupina: 12.–13. a 13.–14. září 2025 | 1. světová skupina: 12.–13. a 13.–14. září 2025 |
| Domácí                                          | výsledek                                        | hosté                                           | místo konání                                    | areál / hala                                    | povrch                                          |                                                 |
| ----------------------------------------------- | ----------------------------------------------- | ----------------------------------------------- | ----------------------------------------------- | ----------------------------------------------- | ----------------------------------------------- | ----------------------------------------------- |
| Kanada [1]                                      | –                                               | Izrael                                          |                                                 |                                                 |                                                 |                                                 |
| Bulharsko                                       | –                                               | Finsko [2]                                      |                                                 |                                                 |                                                 |                                                 |
| Srbsko [3]                                      | –                                               | Turecko                                         |                                                 |                                                 |                                                 |                                                 |
| Polsko                                          | –                                               | Velká Británie [4]                              |                                                 |                                                 |                                                 |                                                 |
| Chile [5]                                       | –                                               | Lucembursko                                     |                                                 |                                                 |                                                 |                                                 |
| Řecko                                           | –                                               | Brazílie [6]                                    |                                                 |                                                 |                                                 |                                                 |
| Slovensko [7]                                   | –                                               | Kolumbie                                        |                                                 |                                                 |                                                 |                                                 |
| Jižní Korea [8]                                 | –                                               | Kazachstán                                      |                                                 |                                                 |                                                 |                                                 |
| Švýcarsko [9]                                   | –                                               | Indie                                           |                                                 |                                                 |                                                 |                                                 |
| Švédsko [10]                                    | –                                               | Tunisko                                         |                                                 |                                                 |                                                 |                                                 |
| Peru                                            | –                                               | Portugalsko [11]                                |                                                 |                                                 |                                                 |                                                 |
| Tchaj-wan [12]                                  | –                                               | Norsko                                          |                                                 |                                                 |                                                 |                                                 |
| Ekvádor                                         | –                                               | Bosna a Hercegovina [13]                        |                                                 |                                                 |                                                 |                                                 |

## Zápasy 1. světové skupiny

### Kanada vs. Izrael
| | Kanada |  |    | Izrael |    |  |
| --- | ------ |  | -- | ------ | -- |  |
| Kanada 12.–14. září 2025 |        |  |    |        |    |  |
| \| \| \| \| 1. \| 2. \| 3. \| \| \| -- \| \| \| -- \| -- \| -- \| \| \| 1. \| \| \| \| \| \| \| \| 2. \| \| \| \| \| \| \| \| 3. \| \| \| \| \| \| \| \| 4. \| \| \| \| \| \| \| \| 5. \| \| \| \| \| \| \| \| \| \| \| \| \| \| \| \| \| \| \| \| \| \| \| \| \| \| \| \| \| \| \| \| \| \| \| \| \| \| \| \| \| \| \| \| \| \| \| |        |  |    |        |    |  |
| |        |  | 1. | 2.     | 3. |  |
| 1. |        |  |    |        |    |  |
| 2. |        |  |    |        |    |  |
| 3. |        |  |    |        |    |  |
| 4. |        |  |    |        |    |  |
| 5. |        |  |    |        |    |  |
| |        |  |    |        |    |  |
| |        |  |    |        |    |  |
| |        |  |    |        |    |  |
| |        |  |    |        |    |  |
| |        |  |    |        |    |  |

### Bulharsko vs. Finsko
| | Bulharsko |  |    | Finsko |    |  |
| --- | --------- |  | -- | ------ | -- |  |
| Bulharsko 12.–14. září 2025 |           |  |    |        |    |  |
| \| \| \| \| 1. \| 2. \| 3. \| \| \| -- \| \| \| -- \| -- \| -- \| \| \| 1. \| \| \| \| \| \| \| \| 2. \| \| \| \| \| \| \| \| 3. \| \| \| \| \| \| \| \| 4. \| \| \| \| \| \| \| \| 5. \| \| \| \| \| \| \| \| \| \| \| \| \| \| \| \| \| \| \| \| \| \| \| \| \| \| \| \| \| \| \| \| \| \| \| \| \| \| \| \| \| \| \| \| \| \| \| |           |  |    |        |    |  |
| |           |  | 1. | 2.     | 3. |  |
| 1. |           |  |    |        |    |  |
| 2. |           |  |    |        |    |  |
| 3. |           |  |    |        |    |  |
| 4. |           |  |    |        |    |  |
| 5. |           |  |    |        |    |  |
| |           |  |    |        |    |  |
| |           |  |    |        |    |  |
| |           |  |    |        |    |  |
| |           |  |    |        |    |  |
| |           |  |    |        |    |  |

### Srbsko vs. Turecko
| | Srbsko |  |    | Turecko |    |  |
| --- | ------ |  | -- | ------- | -- |  |
| Srbsko 12.–14. září 2025 |        |  |    |         |    |  |
| \| \| \| \| 1. \| 2. \| 3. \| \| \| -- \| \| \| -- \| -- \| -- \| \| \| 1. \| \| \| \| \| \| \| \| 2. \| \| \| \| \| \| \| \| 3. \| \| \| \| \| \| \| \| 4. \| \| \| \| \| \| \| \| 5. \| \| \| \| \| \| \| \| \| \| \| \| \| \| \| \| \| \| \| \| \| \| \| \| \| \| \| \| \| \| \| \| \| \| \| \| \| \| \| \| \| \| \| \| \| \| \| |        |  |    |         |    |  |
| |        |  | 1. | 2.      | 3. |  |
| 1. |        |  |    |         |    |  |
| 2. |        |  |    |         |    |  |
| 3. |        |  |    |         |    |  |
| 4. |        |  |    |         |    |  |
| 5. |        |  |    |         |    |  |
| |        |  |    |         |    |  |
| |        |  |    |         |    |  |
| |        |  |    |         |    |  |
| |        |  |    |         |    |  |
| |        |  |    |         |    |  |

### Polsko vs. Velká Británie
| | Polsko |  |    | Velká Británie |    |  |
| --- | ------ |  | -- | -------------- | -- |  |
| Polsko 12.–14. září 2025 |        |  |    |                |    |  |
| \| \| \| \| 1. \| 2. \| 3. \| \| \| -- \| \| \| -- \| -- \| -- \| \| \| 1. \| \| \| \| \| \| \| \| 2. \| \| \| \| \| \| \| \| 3. \| \| \| \| \| \| \| \| 4. \| \| \| \| \| \| \| \| 5. \| \| \| \| \| \| \| \| \| \| \| \| \| \| \| \| \| \| \| \| \| \| \| \| \| \| \| \| \| \| \| \| \| \| \| \| \| \| \| \| \| \| \| \| \| \| \| |        |  |    |                |    |  |
| |        |  | 1. | 2.             | 3. |  |
| 1. |        |  |    |                |    |  |
| 2. |        |  |    |                |    |  |
| 3. |        |  |    |                |    |  |
| 4. |        |  |    |                |    |  |
| 5. |        |  |    |                |    |  |
| |        |  |    |                |    |  |
| |        |  |    |                |    |  |
| |        |  |    |                |    |  |
| |        |  |    |                |    |  |
| |        |  |    |                |    |  |

### Chile vs. Lucembursko
| | Chile |  |    | Lucembursko |    |  |
| --- | ----- |  | -- | ----------- | -- |  |
| Chile 12.–14. září 2025 |       |  |    |             |    |  |
| \| \| \| \| 1. \| 2. \| 3. \| \| \| -- \| \| \| -- \| -- \| -- \| \| \| 1. \| \| \| \| \| \| \| \| 2. \| \| \| \| \| \| \| \| 3. \| \| \| \| \| \| \| \| 4. \| \| \| \| \| \| \| \| 5. \| \| \| \| \| \| \| \| \| \| \| \| \| \| \| \| \| \| \| \| \| \| \| \| \| \| \| \| \| \| \| \| \| \| \| \| \| \| \| \| \| \| \| \| \| \| \| |       |  |    |             |    |  |
| |       |  | 1. | 2.          | 3. |  |
| 1. |       |  |    |             |    |  |
| 2. |       |  |    |             |    |  |
| 3. |       |  |    |             |    |  |
| 4. |       |  |    |             |    |  |
| 5. |       |  |    |             |    |  |
| |       |  |    |             |    |  |
| |       |  |    |             |    |  |
| |       |  |    |             |    |  |
| |       |  |    |             |    |  |
| |       |  |    |             |    |  |

### Řecko vs. Brazílie
| | Řecko |  |    | Brazílie |    |  |
| --- | ----- |  | -- | -------- | -- |  |
| Řecko 12.–14. září 2025 |       |  |    |          |    |  |
| \| \| \| \| 1. \| 2. \| 3. \| \| \| -- \| \| \| -- \| -- \| -- \| \| \| 1. \| \| \| \| \| \| \| \| 2. \| \| \| \| \| \| \| \| 3. \| \| \| \| \| \| \| \| 4. \| \| \| \| \| \| \| \| 5. \| \| \| \| \| \| \| \| \| \| \| \| \| \| \| \| \| \| \| \| \| \| \| \| \| \| \| \| \| \| \| \| \| \| \| \| \| \| \| \| \| \| \| \| \| \| \| |       |  |    |          |    |  |
| |       |  | 1. | 2.       | 3. |  |
| 1. |       |  |    |          |    |  |
| 2. |       |  |    |          |    |  |
| 3. |       |  |    |          |    |  |
| 4. |       |  |    |          |    |  |
| 5. |       |  |    |          |    |  |
| |       |  |    |          |    |  |
| |       |  |    |          |    |  |
| |       |  |    |          |    |  |
| |       |  |    |          |    |  |
| |       |  |    |          |    |  |

### Slovensko vs. Kolumbie
| | Slovensko |  |    | Kolumbie |    |  |
| --- | --------- |  | -- | -------- | -- |  |
| Slovensko 12.–14. září 2025 |           |  |    |          |    |  |
| \| \| \| \| 1. \| 2. \| 3. \| \| \| -- \| \| \| -- \| -- \| -- \| \| \| 1. \| \| \| \| \| \| \| \| 2. \| \| \| \| \| \| \| \| 3. \| \| \| \| \| \| \| \| 4. \| \| \| \| \| \| \| \| 5. \| \| \| \| \| \| \| \| \| \| \| \| \| \| \| \| \| \| \| \| \| \| \| \| \| \| \| \| \| \| \| \| \| \| \| \| \| \| \| \| \| \| \| \| \| \| \| |           |  |    |          |    |  |
| |           |  | 1. | 2.       | 3. |  |
| 1. |           |  |    |          |    |  |
| 2. |           |  |    |          |    |  |
| 3. |           |  |    |          |    |  |
| 4. |           |  |    |          |    |  |
| 5. |           |  |    |          |    |  |
| |           |  |    |          |    |  |
| |           |  |    |          |    |  |
| |           |  |    |          |    |  |
| |           |  |    |          |    |  |
| |           |  |    |          |    |  |

### Jižní Korea vs. Kazachstán
| | Jižní Korea |  |    | Kazachstán |    |  |
| --- | ----------- |  | -- | ---------- | -- |  |
| Jižní Korea 12.–14. září 2025 |             |  |    |            |    |  |
| \| \| \| \| 1. \| 2. \| 3. \| \| \| -- \| \| \| -- \| -- \| -- \| \| \| 1. \| \| \| \| \| \| \| \| 2. \| \| \| \| \| \| \| \| 3. \| \| \| \| \| \| \| \| 4. \| \| \| \| \| \| \| \| 5. \| \| \| \| \| \| \| \| \| \| \| \| \| \| \| \| \| \| \| \| \| \| \| \| \| \| \| \| \| \| \| \| \| \| \| \| \| \| \| \| \| \| \| \| \| \| \| |             |  |    |            |    |  |
| |             |  | 1. | 2.         | 3. |  |
| 1. |             |  |    |            |    |  |
| 2. |             |  |    |            |    |  |
| 3. |             |  |    |            |    |  |
| 4. |             |  |    |            |    |  |
| 5. |             |  |    |            |    |  |
| |             |  |    |            |    |  |
| |             |  |    |            |    |  |
| |             |  |    |            |    |  |
| |             |  |    |            |    |  |
| |             |  |    |            |    |  |

### Švýcarsko vs. Indie
| | Švýcarsko |  |    | Indie |    |  |
| --- | --------- |  | -- | ----- | -- |  |
| Švýcarsko 12.–14. září 2025 |           |  |    |       |    |  |
| \| \| \| \| 1. \| 2. \| 3. \| \| \| -- \| \| \| -- \| -- \| -- \| \| \| 1. \| \| \| \| \| \| \| \| 2. \| \| \| \| \| \| \| \| 3. \| \| \| \| \| \| \| \| 4. \| \| \| \| \| \| \| \| 5. \| \| \| \| \| \| \| \| \| \| \| \| \| \| \| \| \| \| \| \| \| \| \| \| \| \| \| \| \| \| \| \| \| \| \| \| \| \| \| \| \| \| \| \| \| \| \| |           |  |    |       |    |  |
| |           |  | 1. | 2.    | 3. |  |
| 1. |           |  |    |       |    |  |
| 2. |           |  |    |       |    |  |
| 3. |           |  |    |       |    |  |
| 4. |           |  |    |       |    |  |
| 5. |           |  |    |       |    |  |
| |           |  |    |       |    |  |
| |           |  |    |       |    |  |
| |           |  |    |       |    |  |
| |           |  |    |       |    |  |
| |           |  |    |       |    |  |

### Švédsko vs. Tunisko
| | Švédsko |  |    | Tunisko |    |  |
| --- | ------- |  | -- | ------- | -- |  |
| Švédsko 12.–14. září 2025 |         |  |    |         |    |  |
| \| \| \| \| 1. \| 2. \| 3. \| \| \| -- \| \| \| -- \| -- \| -- \| \| \| 1. \| \| \| \| \| \| \| \| 2. \| \| \| \| \| \| \| \| 3. \| \| \| \| \| \| \| \| 4. \| \| \| \| \| \| \| \| 5. \| \| \| \| \| \| \| \| \| \| \| \| \| \| \| \| \| \| \| \| \| \| \| \| \| \| \| \| \| \| \| \| \| \| \| \| \| \| \| \| \| \| \| \| \| \| \| |         |  |    |         |    |  |
| |         |  | 1. | 2.      | 3. |  |
| 1. |         |  |    |         |    |  |
| 2. |         |  |    |         |    |  |
| 3. |         |  |    |         |    |  |
| 4. |         |  |    |         |    |  |
| 5. |         |  |    |         |    |  |
| |         |  |    |         |    |  |
| |         |  |    |         |    |  |
| |         |  |    |         |    |  |
| |         |  |    |         |    |  |
| |         |  |    |         |    |  |

### Peru vs. Portugalsko
| | Peru |  |    | Portugalsko |    |  |
| --- | ---- |  | -- | ----------- | -- |  |
| Peru 12.–14. září 2025 |      |  |    |             |    |  |
| \| \| \| \| 1. \| 2. \| 3. \| \| \| -- \| \| \| -- \| -- \| -- \| \| \| 1. \| \| \| \| \| \| \| \| 2. \| \| \| \| \| \| \| \| 3. \| \| \| \| \| \| \| \| 4. \| \| \| \| \| \| \| \| 5. \| \| \| \| \| \| \| \| \| \| \| \| \| \| \| \| \| \| \| \| \| \| \| \| \| \| \| \| \| \| \| \| \| \| \| \| \| \| \| \| \| \| \| \| \| \| \| |      |  |    |             |    |  |
| |      |  | 1. | 2.          | 3. |  |
| 1. |      |  |    |             |    |  |
| 2. |      |  |    |             |    |  |
| 3. |      |  |    |             |    |  |
| 4. |      |  |    |             |    |  |
| 5. |      |  |    |             |    |  |
| |      |  |    |             |    |  |
| |      |  |    |             |    |  |
| |      |  |    |             |    |  |
| |      |  |    |             |    |  |
| |      |  |    |             |    |  |

### Tchaj-wan vs. Norsko
| | Tchaj-wan |  |    | Norsko |    |  |
| --- | --------- |  | -- | ------ | -- |  |
| Tchaj-wan 12.–14. září 2025 |           |  |    |        |    |  |
| \| \| \| \| 1. \| 2. \| 3. \| \| \| -- \| \| \| -- \| -- \| -- \| \| \| 1. \| \| \| \| \| \| \| \| 2. \| \| \| \| \| \| \| \| 3. \| \| \| \| \| \| \| \| 4. \| \| \| \| \| \| \| \| 5. \| \| \| \| \| \| \| \| \| \| \| \| \| \| \| \| \| \| \| \| \| \| \| \| \| \| \| \| \| \| \| \| \| \| \| \| \| \| \| \| \| \| \| \| \| \| \| |           |  |    |        |    |  |
| |           |  | 1. | 2.     | 3. |  |
| 1. |           |  |    |        |    |  |
| 2. |           |  |    |        |    |  |
| 3. |           |  |    |        |    |  |
| 4. |           |  |    |        |    |  |
| 5. |           |  |    |        |    |  |
| |           |  |    |        |    |  |
| |           |  |    |        |    |  |
| |           |  |    |        |    |  |
| |           |  |    |        |    |  |
| |           |  |    |        |    |  |

### Ekvádor vs. Bosna a Hercegovina
| | Ekvádor |  |    | Bosna a Hercegovina |    |  |
| --- | ------- |  | -- | ------------------- | -- |  |
| Ekvádor 12.–14. září 2025 |         |  |    |                     |    |  |
| \| \| \| \| 1. \| 2. \| 3. \| \| \| -- \| \| \| -- \| -- \| -- \| \| \| 1. \| \| \| \| \| \| \| \| 2. \| \| \| \| \| \| \| \| 3. \| \| \| \| \| \| \| \| 4. \| \| \| \| \| \| \| \| 5. \| \| \| \| \| \| \| \| \| \| \| \| \| \| \| \| \| \| \| \| \| \| \| \| \| \| \| \| \| \| \| \| \| \| \| \| \| \| \| \| \| \| \| \| \| \| \| |         |  |    |                     |    |  |
| |         |  | 1. | 2.                  | 3. |  |
| 1. |         |  |    |                     |    |  |
| 2. |         |  |    |                     |    |  |
| 3. |         |  |    |                     |    |  |
| 4. |         |  |    |                     |    |  |
| 5. |         |  |    |                     |    |  |
| |         |  |    |                     |    |  |
| |         |  |    |                     |    |  |
| |         |  |    |                     |    |  |
| |         |  |    |                     |    |  |
| |         |  |    |                     |    |  |